# Nitrógeno ureico en sangre

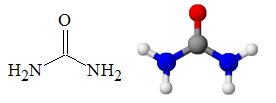
Representación 2D y 3D de la molécula de urea

El nitrógeno ureico en la sangre (BUN) (Blood urea nitrogen, por sus siglas en inglés) es la cantidad de nitrógeno circulando en forma de urea en el torrente sanguíneo. La urea es una sustancia secretada por el hígado, producto del metabolismo proteico, a su vez, es eliminada a través de los riñones. Los valores de nitrógeno ureico en sangre pueden ser indicativos de la función renal.

## Fisiología
El hígado genera urea como desecho metabólico de las proteínas (a través del ciclo de la urea). Una persona adulta suele tener 8.0 - 20.0 mg de nitrógeno ureico por 100ml de sangre.
Algunos medicamentos afectan el BUN. Antes de someterse a este examen, la persona debe asegurarse de comentarle al médico qué medicamentos está tomando.
Los medicamentos que puede incrementar las mediciones del BUN abarcan:
|             |                 |                |                   | Medicamentos que aumentan el BUN |             |              |                 |                       |
| Alopurinol  | Aminoglucósidos | Anfotericina B | Cisplatino        | Colistina                        | Gentamicina | Probenecida  | Espironolactona | Tetraciclinas         |
| Bacitracina | Carbamazepina   | Cefalosporinas | Hidrato de cloral | Furosemida                       | Guanetidina | Polimixina B | Rifampina       | Diuréticos tiazídicos |
| Aspirina    | Indometacina    | Meticilina     | Metotrexato       | Metildopa                        | Neomicina   | Penicilamina | Propranolol     | Triamtereno           |
| Vancomicina |                 |                |                   |                                  |             |              |                 |                       |

Los medicamentos que pueden disminuir las mediciones de BUN abarcan:
| Fármacos que disminuyen |
| ----------------------- |
| Cloramfenicol           |
| Estreptomicina          |

## Interpretación
La causa más común para un BUN elevado, azotemia, es una disminución en la función renal, aunque en ese sentido, los niveles elevados de creatinina son más específicos para evaluar la función renal.
Un BUN muy elevado (>80mg/dl) generalmente indica un daño moderado-severo en la función renal. La disminución en la excreción renal de urea, puede deberse a condiciones temporales como deshidratación o choque hipovolémico, consecuencia de una respuesta fisiológica a la disminución del flujo sanguíneo hacia los riñones; en este caso los valores de creatinina suelen ser normales. También puede tener un carácter agudo o crónico según la enfermedad de trasfondo.
El aumento en la producción de urea es visto en casos de sangrado a nivel del tracto gastrointestinal (por ejemplo, en las úlceras). Los compuestos nitrogenados de la sangre son reabsorbidos por el resto del tracto digestivo, llegando al hígado y aumentando la producción de urea. El aumento del metabolismo de las proteínas también puede aumentar la producción de urea, como se puede observar en dietas hiperprotéicas, uso de esteroides, quemados o presencia de fiebre.
Cuando la relación BUN/Creatinina es mayor a 20, se debe sospechar que el paciente tiene una insuficiencia renal de origen pre-renal, llevando el análisis a las posibles causas de la disminución del flujo hacia los riñones, comúnmente por shock hipovolémico o por deshidratación asociada al uso de diuréticos, baja ingesta de agua o pérdidas por tercer espacio.